# 暴龍蟾鮟鱇
暴龍蟾鮟鱇（学名：Tyrannophryne pugnax），又名深海鮟鱇，为輻鰭魚綱鮟鱇目棘茄魚亞目夢角鮟鱇科蟾鮟鱇屬下的一个种，為深海魚類，分布於中太平洋海域，棲息深度400-2100公尺，生活習性不明，不具任何經濟價值。